# Ábrahám Rafael
Ábrahám Rafael (Szombathely, 1929. június 11. – 2014. augusztus 28.) magyar festő- és grafikusművész.

## Életpályája
Ábrahám Rafael és Karner Karolina gyermekeként született. Hároméves koráig anyai nagyszüleinél nevelkedett Szombathelyen, majd Budapestre került. Kőszegen, a bencés gimnáziumban kezdte meg középiskolai tanulmányait; 1947-ben Makón érettségizett. A legendás Ecsődi Ákos indította el pályáján, ő tanította rajzra és a művészettörténet alapjaira.
Egyetemi tanulmányait az ELTE-BTK, angol–magyar szakán végezte 1947–1951 között. 1957–1962 között a Képzőművészeti Főiskola tanulója volt, Barcsay Jenő, Ék Sándor, Hincz Gyula és Kádár György voltak a mesterei. 1962-től a Művészeti Alap, majd a Magyar Alkotóművészek Országos Egyesületének tagja lett.

## Művészete[3]
Szürreális hatásokban gazdag, montázstechnikára épülő litográfiáin és rézkarcain természeti és művi elemekből teremtett kompozíciókat. Az 1970-es évek elején alkotástechnikai problémák foglalkoztatták, geometrikus és amorf alakzatokat állított szembe egymással. Az 1980-as években élő és szervetlen anyagok mikroszkopikus vizsgálatával foglalkozott, az így talált rendszereket aprólékosan kidolgozott, néhány motívumra redukált képeken ábrázolta. Az 1990-es évek-től nagyméretű, geometrikus olajképeket, legújabb lírai-geometrikus festményein murális kompozíciókat alkot.

## Művei (válogatás)
- Mesterségek dicsérete sorozat (I.-VIII., 1968)
- Mikrokozmoszok I.-VI.(1970)
- Diktatúrák (Chile, 1974)
- Eszmék és emberek I.-III. (1974)
- A természet formái (1977)
- Zenei asszociációk I.-IV.
- Víziók diktatúrában I.-III. ()
- Grafika plasztika I.-III. ()
- Lírai-geometrikus átfedések I-VI. ()
- A Tér-Forma-Szín művészete I-XII. ()
- Klasszikusok újraértelmezése I-VI. ()
- Forrongásban (70×100 cm) (1989)
- Organikus geometria : lebegés. (Olaj, farost, 150×110 cm) (2002)

## Egyéni kiállításai
- Országos Széchényi Könyvtár (Budapest, 1965)
- Ferencvárosi Pincetárlat (Budapest, 1968, 1996)
- Ian Clarkson Gallery (Edinburgh, 1969, 1971)
- Cazalet Gallery (London, 1969)
- Dürer Terem (Budapest, 1971)
- Csók Galéria (Budapest, 1976)
- Bartók Művelődési Ház (Szeged, 1979)
- Csepel Galéria és Helytörténeti Gyűjtemény (Budapest, 1981)
- Erdei Ferenc Művelődési Központ (Kecskemét, 1983)
- Atelier Mensch (Hamburg, 1983)
- Fészek Klub (Budapest, 1985)
- József Attila Múzeum (Makó, (1987)
- Városi Könyvtár (Miskolc, 1991)
- Vigadó Galéria (Budapest, 1993)
- Szombathelyi Képtár (Szombathely, 1994)
- Fiatal Művészek Klubja (Budapest, 1994)
- Kortárs Galéria (Budapest, 1995)
- Bank Center (Budapest, 1997)
- Erlin Galéria (Budapest, 2000)
- Erlin Klub Galéria (Budapest, 2007)
- Kortárs Galéria, (Tatabánya, 2008); cím: Asszociációk kollázsban
- Szombathelyi Képtár, (Szombathely, 2009)

## Csoportos kiállításaiból
- Nemzeti Táncszínház Kerengő Galériája, Budapest (2009); Cím: Mai válaszok Albert Gleizes gondolataira; kiállító művészek: Aknay János, Ábrahám Rafael, Balogh László,[4] Baska József, Csík István, Dréher János, Fajó János, Magén István, Matzon Ákos, Mórotz László, Nemcsics Antal, Paizs Péter, Serényi H. Zsigmond, Székhelyi Edith, Vágó Magda.
- 2011 • Síkplasztikák – Hivatásos művészek meghívásos, országos kiállítása,[5] Padlás Galéria, Balatonalmádi
- 2012 • Új kollázsok – A Magyar Festők Társasága alkotóinak kiállítása, Vízivárosi Galéria, Budapest[6]

## Művei közgyűjteményekben
- Atelier Mensch, Hamburg
- Dürer Múzeum, Nürnberg
- Herman Ottó Múzeum, Miskolc
- Katona József Múzeum, Kecskemét
- Magyar Nemzeti Galéria, Budapest
- Petőfi Irodalmi Múzeum, Budapest.

## Díjak, elismerések
- Kecskemét művészeti nagydíja (1989, 1990)
- MAOE[7] Festészeti Díja (2004)
- Szombathely Kulturájáért Díj (2009)
- Koller-díj (2014)